# Зимвракакис, Эпаминондас
Эпамино́ндас Зимврака́кис (греч. Επαμεινώνδας Ζυμβρακάκης; 1863 — 1922) — греческий генерал и военный политик.

## Биография
Принадлежит к известному роду с острова Крит. Его отец, Харалампос Зимвракакис, был известным военным и политиком.
Эпаминондас родился в городе Нафплион в 1863 году. Пошёл добровольцем в армию в 1882 году, а затем поступил в военную школу, которую закончил в 1888 году. Для завершения своего образования был послан во Францию.
Участвовал добровольцем в Критских восстаниях 1886 и 1897 годов, был одним из инициаторов Военного движения 1909 года.
Одним из первых примкнул к Элефтериосу Венизелосу, когда тот из северной греческой столицы, города Фессалоники, провозгласил движение Национальной обороны. Принял командование дивизией и участвовал во всех военных операциях Антанты в Македонии в 1918 году, включая битву при Скра-ди-Леген.
Умер в 1922 году.